# Natuurlijke hulpbron
Natuurlijke hulpbronnen zijn alle in de natuur aanwezige stoffen en energiebronnen die van economisch nut kunnen zijn, en die onmisbaar zijn voor de levenskwaliteit van de mens. 

## Natuurlijke hulpbronnen uitgesplitst
Natuurlijke hulpbronnen worden als volgt onderverdeeld:
- niet-vernieuwbare hulpbronnen. Het betreft delfstoffen in de vorm van: erts, bijvoorbeeld ijzererts en bauxiet; fossiele brandstoffen als aardolie en aardgas; gesteente, bijvoorbeeld kalksteen; sedimenten als zand en klei; en sedimentair gesteente als grind. Delfstoffen worden door de Aarde niet, of slechts heel langzaam opnieuw aangemaakt.
- vernieuwbare hulpbronnen: hulpbronnen die zichzelf kunnen aanvullen, zodat ze blijvend gewonnen kunnen worden, mits de winning duurzaam is. Hieronder vallen de zogenaamde ecosysteemdiensten, de 'diensten' die door een ecosysteem aan de mens worden geleverd.[1] Voorbeelden zijn grondstoffen, in de vorm van biomassa (zoals hout of rubber), en milieuvoorraden in de vorm van drinkwater en zuurstof. Daarnaast levert een ecosysteem 'regulerende diensten' als de bestuiving van gewassen door insecten en bodemvormende processen. Geleverde 'culturele diensten' betreffen bijvoorbeeld de gelegenheid tot recreatie. Ten slotte zijn er de ecologische 'diensten', die de eerder genoemde diensten ondersteunen: met name de plaatselijke soortenrijkdom of biodiversiteit, en de kringloop van nutriënten in een ecosysteem.
- onuitputtelijke hulpbronnen: hulpbronnen die nooit, of slechts heel langzaam, uitgeput raken. De inkomende straling van de zon, windenergie en waterkracht zijn voorbeelden van onuitputtelijke hulpbronnen.

Hulpbronnen worden ook op andere wijzen ingedeeld:
- bewezen reserves tegenover onbewezen (geschatte) reserves.
- hulpbronnen die (al) commercieel winbaar zijn tegenover hulpbronnen waarbij het zich economisch nog niet loont om ze te winnen.
- hulpbronnen die technisch (al) kunnen worden gewonnen tegenover hulpbronnen die door een gebrek aan techniek (nog) niet kunnen worden benut.

De technologische ontwikkeling is van grote invloed op de twee laatstgenoemde punten. Nieuwe technieken maken het soms mogelijk om hulpbronnen die eerder om technische of economische redenen niet winbaar waren, alsnog winbaar te maken.

## Het verbruik van hulpbronnen
Hoeveel hulpbronnen er worden verbruikt, wordt met name bepaald door de:
- bevolkingsomvang. De demograaf, econoom en predikant Thomas Malthus (1766 – 1834) werd beroemd doordat hij wees op de potentiële gevaren van bevolkingsgroei: "Het vermogen van de mens tot bevolkingsgroei is onbegrensd veel groter dan het vermogen van de aarde om voor de mens een bestaan te produceren". Paul R. Ehrlich was daarna een van de eersten die hierop de nadruk legden.
- omvang van de consumptie per hoofd van de bevolking.
- mate van efficiëntie bij het gebruik van hulpbronnen.

Het jaarlijkse gebruik van materiële natuurlijke hulpbronnen is tussen 1970 en 2017 toegenomen van 27 biljoen naar 92 biljoen ton, en daarmee met een factor 3.4 gegroeid. Sinds 2000 groeit het verbruik met circa 3.2 procent per jaar.

## Verstandig en duurzaam gebruik
De wereldbevolking en de individuele consumptie nemen sterk toe, wat leidt tot een grote, en bovendien stijgende vraag naar de schaarse, natuurlijke hulpbronnen. Duurzaam beheer van de natuurlijke hulpbronnen is daarom van groot belang. Er is geprobeerd om cijfermatig de mate te bepalen waarin het gebruik van hulpbronnen zou moeten worden beperkt, om te voorkomen dat ze uitgeput raken. Daarbij wordt geprobeerd de omvang te bepalen van de vernieuwbare hulpbronnen die de aarde op een duurzame wijze kan produceren. Deze omvang wordt aangeduid met termen als de milieugebruiksruimte of biocapaciteit. Deze ruimte of capaciteit kan worden geconsumeerd, zonder dat dit leidt tot een uitputting van de natuurlijke hulpbronnen. Vervolgens wordt deze milieugebruiksruimte of biocapaciteit gedeeld door het aantal personen, om op die wijze te laten zien hoeveel een individueel persoon maximaal kan consumeren binnen grenzen van duurzaamheid. Een voorbeeld hiervan is de ecologische voetafdruk.
Genoemde berekeningen leiden tot de conclusie dat het gebruik van natuurlijke hulpbronnen hoger is dan het duurzame productievermogen van de aarde. Er worden meer hulpbronnen gebruikt dan de natuur kan herstellen. De grenzen van de biocapaciteit en de milieugebruiksruimte worden overschreden. Dit wordt aangeduid met de term overshoot. De Earth Overshoot Day probeert de aandacht te richten op dit verschijnsel. Deze ecologische overshoot is niet duurzaam en zal, indien zij blijft aanhouden, op termijn leiden tot een afname van de opbrengst van vernieuwbare hulpbronnen. Zo zal bijvoorbeeld een sterke ontbossing op den duur leiden tot een verminderde aanwas van nieuw hout.

## Beperking van verbruik
Beperking van gebruik kan plaatsvinden via:
- geboortebeperking. Het neomalthusianisme wil, via geboortebeperking, sociale en economische wantoestanden aanpakken, die volgens deze ideologie het gevolg zijn van overbevolking.
- reductie van de consumptie per persoon.
- efficiënter gebruik van hulpbronnen. Wanneer men, dankzij nieuwe technologieën en verbeterde productieprocessen, met minder hulpbronnen meer weet te produceren, stijgen de hulpbronnenefficiëntie, de hulpbronnenproductiviteit en de eco-efficiëntie.

De besparing op hulpbronnen door de introductie van nieuwe technologieën die leiden tot een hogere energie- en hulpbronnenefficiëntie, valt in de praktijk vaak tegen. Dit komt door het terugslageffect oftewel het rebound effect. De nieuwe technologie zorgt voor een efficiënter gebruik van hulpbronnen. Bij een gelijkblijvende consumptie, zou dit leiden tot een beperking van het verbruik van hulpbronnen. In de praktijk zorgt de verhoging van de efficientie echter ook voor een daling van de prijs van de hulpbron en de energie, waardoor de consument er meer van zal gaan gebruiken. Dit effect beperkt de besparing.

## Beschikbaarheid van hulpbronnen in de toekomst
Regelmatig worden er pogingen gedaan om te berekenen hoeveel natuurlijke hulpbronnen er in de toekomst nog beschikbaar zullen zijn, en wanneer de niet-vernieuwbare hulpbronnen uitgeput zullen zijn. De Club van Rome ondernam hiertoe met zijn rapport De grenzen aan de groei een bekende poging.
Het is echter erg moeilijk om het moment te bepalen dat een bepaalde hulpbron uitgeput zal zijn, omdat dit afhankelijk is van vele factoren waaronder de ontwikkeling van de vraag, de economische groei, de bevolkingsgroei, keuzes van consumenten, de stand van de techniek, de hulpbronnen- en energie-efficiëntie, en de ontdekking van nieuwe reserves van niet-vernieuwbare hulpbronnen.
Vele van de niet-vernieuwbare hulpbronnen zoals fossiele brandstoffen worden in hoog tempo uitgeput. Bijvoorbeeld aardolie.
Als het gebruik van vernieuwbare natuurlijke hulpbronnen hoger blijft dan de natuurlijke aanwas, zal ook de beschikbaarheid van deze hulpbronnen in de toekomst afnemen.

## Landen met een groot aandeel in de productie van zeldzame hulpbronnen
Onderstaande tabel geeft de belangrijkste producenten weer van zeldzame grondstoffen.
| Land             | Grondstof                   | % aandeel in de wereldproductie |
| ---------------- | --------------------------- | ------------------------------- |
| Verenigde Staten | Beryllium                   | 90                              |
| Verenigde Staten | Helium                      | 73                              |
| Brazilië         | Niobium                     | 90                              |
| Rusland          | Palladium                   | 46                              |
| Frankrijk        | Hafnium                     | 43                              |
| Turkije          | Boraat                      | 38                              |
| Congo            | Kobalt                      | 64                              |
| Rwanda           | Tantalium                   | 31                              |
| Zuid-Afrika      | Iridium                     | 85                              |
| Zuid-Afrika      | Platina                     | 70                              |
| Zuid-Afrika      | Rodium                      | 83                              |
| Zuid-Afrika      | Ruthenium                   | 93                              |
| Thailand         | Rubber                      | 32                              |
| China            | Antimoon                    | 87                              |
| China            | Bariet                      | 44                              |
| China            | Bismut                      | 82                              |
| China            | Fluoriet (vloeispaat)       | 64                              |
| China            | Fosfor                      | 58                              |
| China            | Fosforiet                   | 44                              |
| China            | Gallium                     | 73                              |
| China            | Germanium                   | 67                              |
| China            | Indium                      | 57                              |
| China            | Magnesium                   | 87                              |
| China            | Natuurlijk grafiet          | 69                              |
| China            | Scandium                    | 66                              |
| China            | Silicium (kristallijn)      | 61                              |
| China            | Vanadium                    | 53                              |
| China            | Wolfraam                    | 84                              |
| China            | Lichte zeldzame aardmetalen | 95                              |
| China            | Zware zeldzame aardmetalen  | 93                              |

## Ruimtevaart
Bij landen op bijvoorbeeld de Maan of Mars kan het gebruik van locale hulpbronnen (in situ resource utilization, ISRU) belangrijk worden.